# Akermania spinosa
Akermania spinosa là một loài chân đều trong họ Armadillidae. Loài này được Collinge miêu tả khoa học năm 1919.